# Alexander Wischer
Alexander Friedrich Robert Wischer (* 5. September 1823 in Eckartsberga; † 11. April 1904 in Meran) war ein preußischer Generalmajor und Inspekteur der 8. Festungs-Inspektion.

## Leben

### Herkunft
Alexander war ein Sohn des Flusszolleinnehmers Johann Wischer († 1831) und dessen Ehefrau Dorothea, geborene Giesenschlag († 1835).

### Militärkarriere
Nach dem frühen Tod seiner Eltern kam Wischer in das Militärwaisenhaus in Potsdam und erlernte den Beruf des Steindrucker. Am 1. Oktober 1840 trat er in die Schulabteilung des Infanterie-Lehr-Bataillons der Preußischen Armee ein und wurde am 3. Mai 1841 in das 37. Infanterie-Regiment (5. Reserve-Regiment) nach Thorn versetzt. Dort avancierte er bis zum am 22. April 1843 mit Patent vom 27. Juli 1842 zum überzähligen Sekondeleutnant. Am 29. Juni 1843 wurde Wischer mit Patent vom 4. Mai 1843 der 3. Ingenieur-Inspektion aggregiert und ab Oktober 1843 zur weiteren Ausbildung an die Vereinigte Artillerie- und Ingenieurschule kommandiert. Im Anschluss kam er Mitte Mai 1845 zur 1. Reserve-Pionier-Kompanie in Luxemburg und wurde Ende März 1846 einrangiert. Daran schloss sich ab Mitte März 1848 eine Verwendung bei der 8. Pionier-Abteilung an. 1849 nahm Wischer während der Niederschlagung der Badischen Revolution an den Gefechten bei Philippsburg, Waghäusel, Neudorf und Durlach teil.
Mit der Versetzung zur 1. Ingenieur-Inspektion wurde Wischer am 18. Februar 1851 zur Fortifikation nach Kolberg kommandiert und Ende Juni 1852 zum Premierleutnant befördert. Am 24. Juni 1852 folgte seine Versetzung in die 1. Pionierabteilung. Am 22. Juni 1853 kam er zu Fortifikationsdiensten nach Danzig. Er stieg am 16. Februar 1856 zum Hauptmann auf und wurde am 9. Januar 1858 Kommandeur der 1. Kompanie der 1. Pionier-Abteilung. Er nahm am Deutsch-Dänischen Krieg teil. Anschließend war er vom 3. Juli bis zum 18. Oktober 1865 zur Vertretung des Ingenieur-Offiziers vom Platz nach Graudenz kommandiert und wurde zwischenzeitlich am 7. August 1865 zum Garnisonsbaudirektor des I. Armee-Korps ernannt. Er stieg am 12. September 1865 zum Major auf und kehrte am 19. Oktober 1865 als Ingenieuroffizier nach Graudenz zurück. Am 22. März 1868 zum Oberstleutnant befördert, kam er am 3. April 1869 als Ingenieuroffizier vom Platz in die Festung Koblenz. Während des Krieges gegen Frankreich wurde Wischer im Vorfeld der Belagerung von Paris am 8. Oktober 1870 Chef des Stabes des Ingenieur en chef der Belagerungsarmee an der Südfront vor Paris. Dafür erhielt er am 9. Januar 1871 das Eiserne Kreuz II. Klasse.
Nach dem Krieg kam er am 25. April 1871 wieder als Ingenieuroffizier vom Platz nach Koblenz und erhielt am 18. August 1871 den Charakter als Oberst. Am 12. April 1873 bekam er das Patent seines Dienstgrades mit Datum vom 18. August 1871. Außerdem wurde er als Inspekteur der 8. Festungs-Inspektion nach Altona versetzt und in dieser Eigenschaft am 22. März 1876 zum Generalmajor befördert. Unter Verleihung des Roten Adlerorden II. Klasse mit Eichenlaub wurde er am 13. Oktober 1877 mit Pension zur Disposition gestellt.
Er starb am 11. April 1904 in Meran.

### Familie
Wischer heiratete am 28. Juni 1862 in Danzig Adelheid Emilie Witt (1841–1914). Die Ehe blieb kinderlos.